# 山本優美子
山本 優美子（やまもと ゆみこ）は、日本の政治活動家。お一人市民団体なでしこアクション代表、「慰安婦の真実」国民運動代表、「国際歴史論戦研究所」（任意団体）所長。上智大学卒。

## 経歴・活動
航空自衛官を父に持ち、幼少時代には官舎の引っ越しが多く、基地の近くで自衛隊に反対するデモについての話を耳にすることがあった。また、自衛隊の子供ということで、兄弟が日教組の教師から不愉快なことを言われたりすることもあったが、特に愛国心を刺激される機会はなかった。大学時代、周囲に学生運動に関わっている人間はほとんどおらず、たまにヘルメット姿でビラを配っている人を見かけたことがあるが、「パッとしない人達」「仲間に入りたくないし、そもそも大学が嫌なら辞めればいいのに」と認識する程度であった。また、宮澤内閣時代の1993年に「河野談話」が発表されたが、その時はほとんど意識していなかった。大学卒業後は商社に就職。その後は結婚や出産を経ながら、自宅でウェブサイト更新などの仕事を続けていた。元々司馬遼太郎や吉村昭の小説を愛読していたが、日本の歴史などを知りたいと思うようになり、2004年頃から『世界』や『正論』などのオピニオン雑誌にも目を通すようになった。テレビ番組は好きではなかったが、ちょうどその頃開局した日本文化チャンネル桜なら日本の歴史を学べるのではないかと考えた。『世界』よりも『正論』に共感していたこともあり、この保守系テレビ局の番組を熱心に視聴した。「さくら草莽会」という視聴者の会に参加したところ、番組出演を誘われた。その時に、主権回復を目指す会の西村修平と後に在日特権を許さない市民の会会長となる桜井誠と知り合う。
靖国参拝批判と拉致問題に疑問を感じ集会やデモに参加し、2009年9月秋葉原の「外国人参政権断固反対デモ」を企画。在日特権を許さない市民の会での運動を経て、保守系活動にボランティアで関わるうちに慰安婦問題は女性が取り組むべきと考えて2011年に「正しい歴史を次世代に繋ぐネットワーク～なでしこアクション」を設立。
2014年7月9日には、外国特派員協会で慰安婦問題について会見。同年7月16日、なでしこアクションの代表として「国連で慰安婦の真実を伝える」ことを目的に、国連欧州本部で行われた自由権規約委員会の審査を調査するために訪欧するも、「NGOブリーフィング」への入場は事前手続きがなかったとの理由で拒否された。「なでしこアクション」の発するメッセージについて、英訳・仏訳スタッフを設けておらず、調査団の英文翻訳の際には、単語の一つひとつの訳し方にも配慮が必要であるため、周知を集めて完成させているという。

## 主張
日本の慰安婦問題について、国際社会が「Comfort woman（従軍慰安婦）」を「Sex slave（性奴隷）」と表記することに反対し、「慰安婦は性奴隷ではなく戦時売春婦である。慰安婦は、契約の下に自由時間があり高額の報酬も得ていた人で、決して奴隷ではない。」と主張している。
愛国思想を持つ女性たちについて書かれた北原みのり、朴順梨の共著『奥さまは愛国』に朴とのインタビューが収録されている。その中で山本は慰安婦の存在自体は認めており、「慰安婦のおばあさまは気の毒なことだと思っています」と同情を示しているものの、「でもどうして、何度も何度も日本が謝罪と補償を求められなくてはならないのか。」「私が言いたいのは、12〜13歳の子供を無理やり引っぱってきて1日に何十回もレイプしたのが本当なら、それは犯罪だからとっくに処罰されているはずだということです。精査せずに議会の俎上にあげたり、記念碑を作って日本を悪し様に言うことに対して、怒りの声をあげています。身近な人たちの、名誉を守らなければと思うからです。」と語っている。

## 出演

### テレビ
- 『たかじんのそこまで言って委員会』「女性問題徹底討論SP」（読売テレビ、2014年5月11日放送）

### インターネット
- 日本文化チャンネル桜

### ドキュメンタリー映画
- 主戦場（2019年）

## 著作

### 単著
- 山本優美子『女性が守る日本の誇り 「慰安婦問題」の真実を訴えるなでしこ活動録』青林堂、2014年11月11日。ISBN 978-4792605063。

### 共著
- トニー・マラーノ
  - 『ジャパニズム 21』「（対談）テキサス親父×山本優美子 反日サヨクの傀儡と化した国連の実態!」（2014年、青林堂、ISBN 978-4792605056）

両者の対談を日本語に翻訳したもの。
- 杉田水脈『「女性だからこそ解決できる慰安婦問題』（2018年、自由社、ISBN 978-4908979064）

### その他
- 北原みのり、朴順梨『奥さまは愛国』河出書房新社、2014年2月18日。ISBN 978-4309246499。

慰安婦問題に関して応じた朴順梨とのインタビューが収録されている。